# Arctostaphylos campbelliae
Arctostaphylos campbelliae är en ljungväxtart som beskrevs av Alice Eastwood. Arctostaphylos campbelliae ingår i släktet mjölonsläktet, och familjen ljungväxter. Inga underarter finns listade i Catalogue of Life.